# Gramatik
Denis Jašarević, bolje znan kot Gramatikin  5 element je ustvarjalec elektronske glasbe iz Portoroža, Slovenija. Njegov trenutni glasbeni slog bi se dalo uvrstiti v mešanico hip hopa, glitch glasbe, electronice in dubstepa. Živi v New Yorku. Glasbo snema in izdaja v ZDA, kjer je tudi bolj slaven kot v Sloveniji.

## Nagrade
- Tri »Best Track« nagrade - Beatport Music Awards (2012)
- Nominacija za »Best Chill Out Artist« - Beatport Music Awards (2010)

## Discography

### Albumi
- Street Bangerz Vol. 1 (2008)
- Street Bangerz Vol. 2 (2009)
- Street Bangerz Vol. 3 (2010)
- No Shortcuts (2010)
- Beatz & Pieces Vol.1 (2011)
- Expedition 44 (2011)
- Street Bangerz Vol. 4 (2013)
- The Age of Reason (2014)
- Coffee Shop Selection (2015)
- Epigram (2016)

### EP-ji
- Dreams About Her (2008)
- Water 4 the Soul (2009)
- #digitalfreedom (2012)

### Singli
- »You Don't Understand« (2013)
- »Brave Men« (2014)
- "Hit That Jive" (2014)
- "Native Son" (2016)

### Ostalo
- »Official & Bootleg Remixes, Colabs & Rare Tracks« (2009–2010)
- Coffee Shop Selection (2015)
- 5 Element - Problem je v meni (2006)